# Фелл Тауншип (округ Лекаванна, Пенсільванія)
Фелл Тауншип (англ. Fell Township) — селище (англ. township) в США, в окрузі Лекаванна штату Пенсільванія. Населення — 2338 осіб (2020).

## Демографія
Згідно з переписом 2010 року, у селищі мешкало 2178 осіб у 925 домогосподарствах у складі 586 родин. Було 1045 помешкань
Расовий склад населення:
| - 96,6 % — білих - 0,7 % — чорних або афроамериканців - 0,3 % — азіатів - 0,2 % — корінних американців |

До двох чи більше рас належало 1,4 %. Частка іспаномовних становила 3,0 % від усіх жителів.
За віковим діапазоном населення розподілялося таким чином: 20,9 % — особи молодші 18 років, 61,0 % — особи у віці 18—64 років, 18,1 % — особи у віці 65 років та старші. Медіана віку мешканця становила 41,7 року. На 100 осіб жіночої статі у селищі припадало 97,1 чоловіків;  на 100 жінок у віці від 18 років та старших — 95,0 чоловіків також старших 18 років.
Середній дохід на одне домашнє господарство  становив 57 210 доларів США (медіана — 42 552), а середній дохід на одну сім'ю — 67 231 долар (медіана — 54 028). Медіана доходів становила 40 114 долари для чоловіків та 34 597 доларів для жінок. За межею бідності перебувало 11,9 % осіб, у тому числі 15,2 % дітей у віці до 18 років та 11,0 % осіб у віці 65 років та старших.
Цивільне працевлаштоване населення становило 1022 особи. Основні галузі зайнятості: освіта, охорона здоров'я та соціальна допомога — 24,8 %, виробництво — 19,8 %, будівництво — 10,4 %, мистецтво, розваги та відпочинок — 8,9 %.